# Paulo Wanchope
Paulo César Wanchope Watson (pronunție în spaniolă [ˈpaulo ɣanˈtʃope]; n. 31 iulie 1976), mai cunoscut ca Paulo Wanchope, este un fotbalist costarican retras din activitate, în prezent antrenor interimar al naționalei din care a făcut parte. Din februarie 2009, Wanchope este al doilea cel mai prolific marcator al naționalei costaricane, după Rolando Fonseca, înscriind 45 de goluri în 73 de meciuri.

## Meciuri la națională
| Costa Rica | Costa Rica | Costa Rica |
| An         | Meciuri    | Goluri     |
| ---------- | ---------- | ---------- |
| 1996       | 7          | 3          |
| 1997       | 7          | 6          |
| 1998       | 2          | 4          |
| 1999       | 5          | 2          |
| 2000       | 12         | 7          |
| 2001       | 11         | 10         |
| 2002       | 7          | 3          |
| 2003       | 1          | 0          |
| 2004       | 6          | 5          |
| 2005       | 9          | 3          |
| 2006       | 5          | 2          |
| 2007       | 0          | 0          |
| 2008       | 1          | 0          |
| Total      | 73         | 45         |

## Legături externe
- Paulo Wanchope la Soccerbase